# Große Brücke von Tianjin
Die Große Brücke von Tianjin  (chinesisch 天津特大橋 / 天津特大桥, Pinyin Tiānjīn Tèdàqiáo) ist ein 113,7 km langer Viadukt der Schnellfahrstrecke Peking–Shanghai und ist zurzeit die viertlängste Brücke der Welt.
Die Brücke befindet sich zwischen Langfang und Qingzhou (Qing) im Osten von China in der Provinz Hebei. Sie führt die aufgeständerte Trasse der Schnellfahrstrecke über das offene Land und durch die westlichen Vororte der Stadt Tianjin, deren Bahnhof mit dem Namen Tianjin Süd sich ebenfalls auf dieser Brücke befindet.
Die Bauform der aufgeständerten Trasse wurde gewählt, um einerseits zahlreiche einzelne Bauwerke zur Überquerung von Straßen und Eisenbahnstrecken zu vermeiden und anderseits um die Bauzeit zu verkürzen. Außerdem benötigt die Bahnstrecke in dieser Bauweise weniger Landfläche: ein Bahndamm benötigt pro Kilometer Strecke 28,4 Hektar, die Brücke aber nur 10,9 ha, also weniger als die halbe Fläche.
Die Brücke besteht aus 32 m langen Hohlkastenträgern, die je 860 Tonnen schwer sind. Diese Träger wurden auf zwei Werkplätzen entlang der Brücke erstellt, auf dem bereits verbauten Brückenteil zur Einbaustelle gebracht und dort von einem Spezialkran auf die Pfeiler gesetzt.